# Esperiopsis pedicellata
Esperiopsis pedicellata är en svampdjursart som beskrevs av William Lundbeck 1905. Esperiopsis pedicellata ingår i släktet Esperiopsis och familjen Esperiopsidae. Inga underarter finns listade i Catalogue of Life.